# Zynga
Zynga è una società specializzata nello sviluppo di videogiochi con sede in San Francisco, California, Stati Uniti. Sviluppa videogiochi per browser Internet e videogiochi "casual" su piattaforme di social networking come Facebook e MySpace.

## Storia
Zynga è stata fondata nel giugno 2007 da Mark Pincus, Michael Luxton, Eric Schiermeyer, Justin Waldron, Andrew Trader e Steve Schoettler. Nel luglio 2008 ottennero 29 milioni di $ da alcuni venture capitalist insieme alla nomina nel comitato esecutivo di Bing Gordon, l'ex Chief Creative Officer di Electronic Arts. Nello stesso periodo acquisirono YoVille, un grande gioco di social networking.. Il 1º luglio 2013 l'allora presidente dell'Interactive Entertainment Business di Microsoft, Don Mattrick, lascia il suo posto per diventare CEO di Zynga.
Il 10 gennaio 2022 è stata annunciata l’acquisizione da parte di Take Two per 12,7 miliardi di dollari.

## Giochi
- 101 Okey Plus
- 1010!
- 1010! Color
- Adventure World - An Indiana Jones Game (dismesso)
- Attack! (dismesso)
- Backgammon Plus
- Bid Whist Plus
- Blackjack (dismesso)
- Bubble Safari
- Cafè World
- CastleVille
- CoasterVille
- ChefVille
- CityVille
- CityVille 2
- Dope Wars
- Draw Something
- Dragon City
- Dragon Wars
- Empires & Allies
- FarmVille
- Farmville 2
- Fashion Wars
- FishVille
- Football
- Friend Factory
- FrontierVille
- Gang Wars
- Ghost Racer
- Guild of Heroes
- Heroes vs. Villains
- Hidden Chronicles
- Horn (Come Publisher)
- Live Poker
- Mafia Wars
- My Heroes Ability
- Pathwords
- PetVille
- Pirates
- Prison Lockdown
- Rollercoaster Kingdom
- Scramble
- Scramble Live
- Sea Wars
- Slayers / Vampires / Werewolves / Zombies
- Space Wars (dismesso)
- Special Forces
- Street Racing (dismesso)
- Sudoku
- Texas Hold'Em
- The Ville
- Treasure Isle
- Triumph
- Vampire Wars
- Word Twist
- Yoville
- Zynga Poker